# 向笠村
向笠村（むかさむら）は静岡県の西部、豊田郡・磐田郡に属していた村である。
磐田市東部、東名高速道路袋井インターチェンジと磐田インターチェンジの中間付近にあたる。

## 地理
- 河川：太田川、敷地川

## 歴史
- 1889年（明治22年）4月1日 - 町村制の施行により、豊田郡向笠竹之内村、向笠西村、篠原村、笠梅村、向笠新屋村［大部分］、太田村［一部］、山名郡岩井村が合併して豊田郡向笠村が発足。
- 1896年（明治29年）4月1日 - 郡制の施行により所属郡が磐田郡に変更。
- 1955年（昭和30年）1月1日 - 磐田市に編入。同日向笠村廃止。

## 交通

### 道路
- 国道1号

現在は同磐田バイパスの岩井インターチェンジが所在するが、当時は未開通。